# Tod eines Kritikers
Tod eines Kritikers ist ein Roman von Martin Walser, der 2002 im Suhrkamp Verlag erschien.

## Handlung
Der Roman beginnt als Erzählung eines gewissen Michael Landolf, der beweisen möchte, dass der Schriftsteller Hans Lach, dessen letztes Buch in André Ehrl-Königs Literatursendung SPRECHSTUNDE verrissen worden ist, nicht für den Tod des von der Bildfläche verschwundenen Starkritikers verantwortlich ist, obwohl Lach sich nach seiner Verhaftung selbst beschuldigt und in Mordphantasien hineingesteigert hat. Zu diesem Zweck recherchiert Landolf innerhalb des deutschen Literaturbetriebs, unterhält sich mit Kriminalhauptkommissar Wedekind über Lachs letztes Buch Wunsch, Verbrecher zu sein, besucht Hans Lach in der Psychiatrie und beginnt eine Affäre mit der Verlegergattin Julia Pelz-Pilgrim.
Der vermisste Ehrl-König nimmt dabei in den Erzählungen von Professor Silberfuchs, genannt Silbenfuchs, und Rainer Heiner Henkel immer deutlicher die Gestalt eines machtbesessenen „Großkaspars“ an, der keine seriöse Literaturkritik betreibt, sondern Selbstinszenierung auf Kosten der Schriftsteller. Es zeigt sich, dass der Kritiker auch in der vermeintlichen Todesnacht nur die Gelegenheit einer Inszenierung wahrgenommen hat, um sich der Affäre mit einer jungen Schriftstellerin widmen zu können. Weiter ist am Ende des Romans klar, dass Michael Landolf und Hans Lach ein und dieselbe Person sind. Die Erzählung nimmt dadurch Züge eines literarischen Selbstgesprächs an, und die Tatsache, dass Anfang und Ende in einer Ringkomposition zusammenfallen, riegelt den literarischen Kosmos nach außen hin weiter ab.

## Name und reale Vorbilder
Der Name „Ehrl-König“ verweist auf Johann Wolfgang Goethes bekannte Ballade Der Erlkönig. Die Absicht, die Walser mit dieser Namenswahl verbunden habe, soll darin bestanden haben, zu verdeutlichen, dass in Ehrl-Königs Armen „die Autoren zugrunde gehen wie das Kind in Goethes Ballade“. Bereits in seinem Roman Ohne einander aus dem Jahr 1993 hatte Walser einen Literaturkritiker namens Willi André König eingeführt, der „in der Branche Erlkönig genannt wurde.“
Als Vorbild der Figur André Ehrl-König gilt gemeinhin Marcel Reich-Ranicki und dessen Sendung Das Literarische Quartett. Auch andere Figuren werden auf reale Persönlichkeiten des Literaturbetriebs zurückgeführt: Julia Pelz-Pilgrim auf Ulla Berkéwicz, Professor Silberfuchs auf Joachim Kaiser, Rainer Heiner Henkel auf Walter Jens, Wesendonck auf Jürgen Habermas. Der Roman wurde häufig als Schlüsselroman gelesen, bei dem reale Personen in literarische Figuren überführt werden.

## Motive
Tod eines Kritikers ist ein für Walser untypisch postmoderner Roman. Er ist nicht nur Krimi-Farce, Medienbetriebssatire und Seitensprunggeschichte, sondern enthält auch eine psychologische Studie, welche die Identitätsproblematik der Schriftsteller im Medienzeitalter behandelt. Darüber hinaus enthält das Buch vor allem auch ein Spiel mit den Realitätsebenen in Form eines Schlüsselromans. Kritiker Walsers halten gerade aus diesem Grund den Roman für misslungen. Jan Philipp Reemtsma behauptete, Walsers Wunsch, Marcel Reich-Ranicki durch sein Buch zu schaden, habe bei ihm zu einem „Kontrollverlust“ und einem Schreibprozess „im Zustand autosuggestiver Verstörung“ geführt. „Das Grundanliegen Martin Walsers, Marcel Reich-Ranicki in absurder und bizarrer Gestalt mit höchstem Beleidigungswert in seinem Roman auftreten zu lassen, macht alle Bemühungen um eine annähernd komplexe Erzählstruktur zunichte.“ Aufgrund eines offenen Briefs des FAZ-Herausgebers Frank Schirrmacher ist dieser Aspekt des Romans in der öffentlichen Wahrnehmung besonders hervorgetreten.

## Öffentliche Kontroverse

### Auslöser
Noch bevor der Roman anderen Rezensenten zugänglich, geschweige denn im Buchhandel erhältlich war, hatte die FAZ das unredigierte Manuskript zur Prüfung für einen Vorabdruck erhalten. In seinem offenen Brief an Walser lehnte der FAZ-Herausgeber Frank Schirrmacher eine Vorveröffentlichung in seiner Zeitung aber ab und machte damit den Inhalt des Werkes öffentlich. Schirrmacher, der 1998 bei der Verleihung des Friedenspreises an Martin Walser noch die Laudatio gehalten hatte, nannte in seinem Artikel den Roman eine zwanghaft aus Verbitterung geborene Abrechnung Walsers mit seinem langjährigen Kritiker Marcel Reich-Ranicki. Als Thema des Buches sah Schirrmacher schlicht den „Mord an einem Juden“.
Von Verteidigern Walsers wurde Schirrmacher vorgeworfen, er habe den „journalistischen Erstschlag“ erfunden (Thomas Steinfeld in der SZ) und Anstandsregeln der Presse verletzt. Schirrmacher konterte: „Elementare Anstandsregeln sind durch das Buch verletzt worden“. Walser widersprach ihm empört. Ein Buch, wie es Schirrmacher beschrieben habe, würde er nie verfassen – er sei doch nicht verrückt. Sein Roman handele einzig und allein von der Macht im Literaturbetrieb. Und wenn Schirrmacher die im Roman verwendeten Attribute für typisch jüdisch halte, sei er selber der Antisemit.
Die öffentliche Aufnahme des Werkes war überwiegend ablehnend. Das Interesse richtete sich dabei in erster Linie auf die in Romanform verpackte Attacke auf Reich-Ranicki und Walsers Beweggründe dafür. Hellmuth Karasek, sowohl mit Reich-Ranicki als auch Walser lange beruflich verbunden, wertete das Buch als „Dokument eines schier übermenschlichen Hasses, der den Autor überwältigt, weil er sich sein Leben lang unter der Fuchtel von Reich-Ranicki sah“, und gab damit den Tenor der Mehrzahl der öffentlichen Meinungsäußerungen vor. Stimmen zur Verteidigung Walsers blieben die Ausnahme. Der seit Jahrzehnten mit Walser und Reich-Ranicki befreundete leitende Redakteur der Süddeutschen Zeitung Joachim Kaiser versuchte allerdings, die Wogen zu glätten, indem er diese Auseinandersetzung mit „Ehezwistigkeiten älterer Paare“ verglich, die mit den Jahren ja auch immer herber und heftiger ausfallen würden. Ansonsten aber lobte er, in dem Buch zeige sich der alte „beschwingte, persönliche, bildungsvergnügte, herzliche Walser-Sound“.

### Antisemitismusproblematik
In der öffentlichen Diskussion wurde auch die Frage behandelt, inwieweit Walser sich bei seiner Attacke auf Reich-Ranicki antisemitischer Klischees bedient habe. Bereits Martin Walsers Romane Ein springender Brunnen und Ohne einander sowie seine Rede anlässlich der Verleihung des „Friedenspreises des Deutschen Buchhandels“ hatten Stimmen laut werden lassen, die darin einen latenten Antisemitismus des Schriftstellers erkennen wollten. In allen Fällen trug die literarisch komplizierte und rational kontrovers bewertbare Auseinandersetzung Walsers mit dem Thema dazu bei, dass diese Vorwürfe entstehen konnten. Dazu kamen ressentimentgeladene öffentliche Äußerungen Walsers: „In unserem Verhältnis ist er der Täter und ich bin das Opfer“, sagte er 1998 beispielsweise über Reich-Ranicki. „Jeder Autor, den er so behandelt, könnte zu ihm sagen: Herr Reich-Ranicki, in unserem Verhältnis bin ich der Jude.“
Bei der Kontroverse um Tod eines Kritikers wurde allerdings von (fast) keinem Kritiker Walsers der Vorwurf erhoben, Martin Walser persönlich sei „Antisemit“, wohl aber, er habe ein „antisemitisches Buch“ geschrieben beziehungsweise sein Buch verführe zu einer antisemitischen Rezeption. „In aller Freundschaft“ warf die mit Walser befreundete jüdisch-amerikanische Schriftstellerin Ruth Klüger ihm in einem offenen Brief vor, er habe sie durch die „Darstellung eines Kritikers als jüdisches Scheusal betroffen, gekränkt, beleidigt.“ Befürworter Walsers verwiesen darauf, dass Tod eines Kritikers das Thema „Juden“ nur in einer kurzen Passage im Zusammenhang mit der medialen Aufbereitung des vermeintlichen Mordes an Ehrl-König behandelt, über dessen möglicherweise jüdische Herkunft die Zeitungen spekulieren, wobei auch der angeblich vom gekränkten Hans Lach in Richtung Ehrl-König geäußerte Satz „Ab heute nacht Null Uhr wird zurückgeschlagen“ als Skandalon und Tatmotiv eine Rolle spielt. Und sie betonen, dass Walser diesen Ausspruch nicht Lach zuordnet, sondern ihn als eine Erfindung der Medien kennzeichnet. In diesem Sinn enthalte Tod eines Kritikers die schriftstellerische Antwort Walsers auf die vorangegangenen Beschuldigungen als latenter Antisemit und verdeutliche seine sehr ablehnende Haltung gegenüber einem als ungenau empfundenen Umgang mit seinem Werk.
Kritiker Walsers meinten, dieser verengte Verteidigungsansatz greife zu kurz. Walsers Roman bediene sich bei der Beschreibung Ehrl-Königs durchgängig historischer Chiffren und antisemitischer Klischees, „angefangen bei der Tatsache, dass der Kritiker sich als Pseudonym den Namen seines Onkels ‚Wasserfall‘ zulegt (da grüßt der Stürmer-Humor), dass seine kettenrauchende Frau nicht einmal Deutsch kann, dass der Alte ein geiler Bock ist“, so Hellmuth Karasek. Ehrl-König werde von Walser in antijüdischer Manier als heimatlose Gestalt beschrieben, ergänzte der Publizist Hanno Loewy, und seine Gestik entstamme dem Repertoire der Untermenschen. Und Thomas Assheuer erinnerten viele der Sätze, die der Dichter im Roman seinem Kritiker entgegenhält, an völkische Parolen, mit denen Schriftsteller wie Erwin Guido Kolbenheyer, Hans Grimm und Hanns Johst die jüdische Literaturkritik bekämpft hatten.
In Walsers Verlag Suhrkamp kam es zum Streit darüber, ob man das Buch überhaupt veröffentlichen solle, und man nahm Veränderungen vor: In einer ersten Fassung wurde Ehrl-Königs Fernsehsendung noch mit der NS-Reichsschrifttumskammer verglichen und seine Gestik mit der des Volksgerichtshofs-Vorsitzenden Roland Freisler. In der veröffentlichten Fassung war daraus die Gestik des den Diktator „Hynkel“ spielenden Charlie Chaplin geworden.
Einige Kritiker gingen der Kontinuität solcher Wertungsmuster bei Walser nach. Der Direktor des Fritz Bauer Instituts Micha Brumlik warf Walser vor, die Propagierung von „Judenhass“ jahrelang vorbereitet zu haben. Thomas Assheuer ergänzte, Walser hege schon seit langem Ressentiments gegen die „jüdisch-christliche Tradition“ als Gegenpol der deutschen Mystik und heidnischer Tradition. Sein Roman sei „die konsequente Durchführung eines ästhetischen und politischen Programms, aus dem Walser nie einen Hehl gemacht hat“ und das sich so unterschiedlicher Quellen wie Friedrich Nietzsches, des französischen Rechtsintellektuellen Alain de Benoist und Ernst Jüngers bediene. Und der Literaturwissenschaftler Klaus Briegleb zog einen Bogen von Walsers aktiver Rolle beim „Stimmungmachen“ gegen Reich-Ranicki zu Zeiten der Gruppe 47, seinem satirischen Reich-Ranicki-Porträt aus dem Jahr 1962, seinem Essay Unser Auschwitz von 1965 bis hin zum Tod eines Kritikers. Walsers „Arbeitsergebnis“ sei die Forderung: „Aufhebung der Opferkonkurrenz angesichts des Zweiten Weltkriegs, ‚Auschwitz‘ und ‚Dresden‘ nicht mehr unterscheiden! Eine Verständigung mit den Juden in Deutschland sei nur um den Preis zu haben, den sie entrichten müssen.“ Brieglebs Resümee: „Das ist Alt-Antisemitismus“.
Weil er das Gefühl hatte, von seinem Verlag im Verlauf der Debatte nicht gebührend unterstützt worden zu sein, verließ Martin Walser den Suhrkamp Verlag in Richtung Rowohlt. Den von ihm als ungenau empfundenen literaturkritischen Umgang mit seinen Texten, besonders im Fall von Tod eines Kritikers, hat Walser später im Roman Der Augenblick der Liebe literarisch aufgearbeitet.

## Ausgaben
Der Titel war eine Zeit lang im Buchhandel nicht lieferbar. Inzwischen sind mehrere Ausgaben erschienen, darunter:
- Tod eines Kritikers. Suhrkamp Verlag, Frankfurt am Main 2002, ISBN 3-518-41378-3. (5 Wochen lang im Jahr 2002 auf dem Platz 1 der Spiegel-Bestsellerliste)
- Tod eines Kritikers. ungekürzte Taschenbuch-Ausgabe. List-Taschenbuch-Verlag, München 2003, ISBN 3-548-60326-2.
- Tod eines Kritikers. limitierte Sonderauflage. List-Taschenbuch-Verlag, Berlin 2005, ISBN 3-548-60575-3.
- Tod eines Kritikers. Rowohlt Taschenbuch Verlag, Reinbek 2009, ISBN 978-3-499-25226-6.

Dazu eine Hörbuch-Ausgabe, vergriffen:
- Tod eines Kritikers. Roman. Autorenlesung, 4 CDs, Eichborn LIDO, Frankfurt am Main 2002, ISBN 3-51841-378-3.